# Rue du Cardinal-Dubois
La rue du Cardinal-Dubois est une voie du 18e arrondissement de Paris, en France.

## Situation et accès
La rue du Cardinal-Dubois est une voie publique située dans le 18e arrondissement de Paris. Elle débute rue Lamarck et se termine rue Saint-Éleuthère. La rue du Cardinal-Dubois est un court tronçon de voie situé au sommet de la butte Montmartre qui passe au pied du Sacré-Cœur, à son sud, au-dessus du square Louise-Michel.
Le quartier est desservi par la ligne 2 à la station Anvers et par la ligne 12 à la station Abbesses.

## Origine du nom

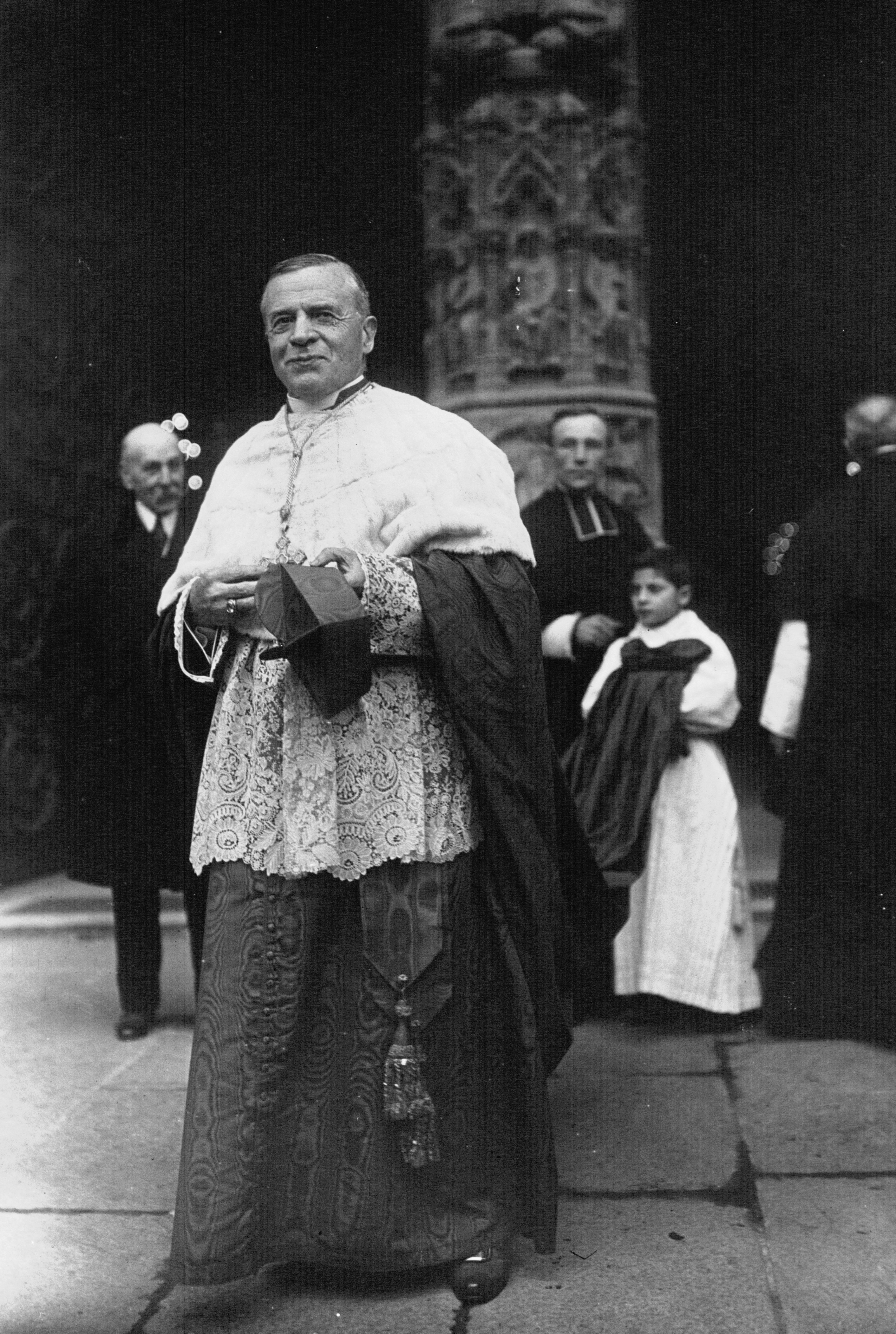
Louis-Ernest Dubois, en 1920.

La rue rend honneur au cardinal Louis-Ernest Dubois, archevêque de Paris du 13 septembre 1920 à sa mort, le 23 septembre 1929.

## Historique
La rue du Cardinal-Dubois a été créée le 30 avril 1930, par le détachement d'une partie de la rue Lamarck.